# ITF Gran Canaria
Das ITF San Bartolomé de Tirajana ist ein Tennisturnier der ITF Women’s World Tennis Tour, das in San Bartolomé de Tirajana, Spanien auf Sandplatz ausgetragen wird.

## Siegerliste

### Einzel
| Jahr                | Siegerin            | Finalgegnerin               | Ergebnis      |
| ------------------- | ------------------- | --------------------------- | ------------- |
| ↓ Kategorie: W60 ↓  |                     |                             |               |
| 2021 (1)            | Arantxa Rus         | Mayar Sherif                | 6:4, 6:2      |
| 2021 (2)            | Arantxa Rus         | Victoria Jiménez Kasintseva | 6:0, 6:1      |
| 2022 (1)            | Arantxa Rus         | Polina Kudermetowa          | 6:2, 3:6, 6:1 |
| 2022 (2)            | Julia Grabher       | Nadia Podoroska             | 6:4, 6:3      |
| ↓ Kategorie: W100 ↓ |                     |                             |               |
| 2023                | Julia Grabher       | Jéssica Bouzas Maneiro      | 6:4, 6:4      |
| 2024                | Nuria Párrizas Díaz | Andrea Lázaro García        | 6:4, 6:3      |

### Doppel
| Jahr                | Siegerinnen                                | Finalgegnerinnen                         | Ergebnis         |
| ------------------- | ------------------------------------------ | ---------------------------------------- | ---------------- |
| ↓ Kategorie: W60 ↓  |                                            |                                          |                  |
| 2021 (1)            | Elina Awanessjan Oxana Selechmetjewa       | Arianne Hartono Olivia Tjandramulia      | 7:5, 6:2         |
| 2021 (2)            | Arianne Hartono Olivia Tjandramulia        | María Lourdes Carlé Julieta Lara Estable | 6:4, 2:6, [10:7] |
| 2022 (1)            | Jéssica Bouzas Maneiro Leyre Romero Gormaz | Lucía Cortez Llorca Rosa Vicens Mas      | 1:6, 7:5, [10:6] |
| 2022 (2)            | Ángela Fita Boluda Arantxa Rus             | Elina Awanessjan Diana Schneider         | 6:4, 6:4         |
| ↓ Kategorie: W100 ↓ |                                            |                                          |                  |
| 2023                | Tímea Babos Anna Bondár                    | Leyre Romero Gormaz Arantxa Rus          | 6:4, 3:6, [10:4] |
| 2024                | Katarzyna Piter Fanny Stollár              | Angelica Moratelli Sabrina Santamaria    | 6:4, 6:2         |

## Quelle
- ITF Homepage

2021 (1) |
2021 (2) |
2022 (1) |
2022 (2) |
2023 |
2024